# باغ سپه‌سالار

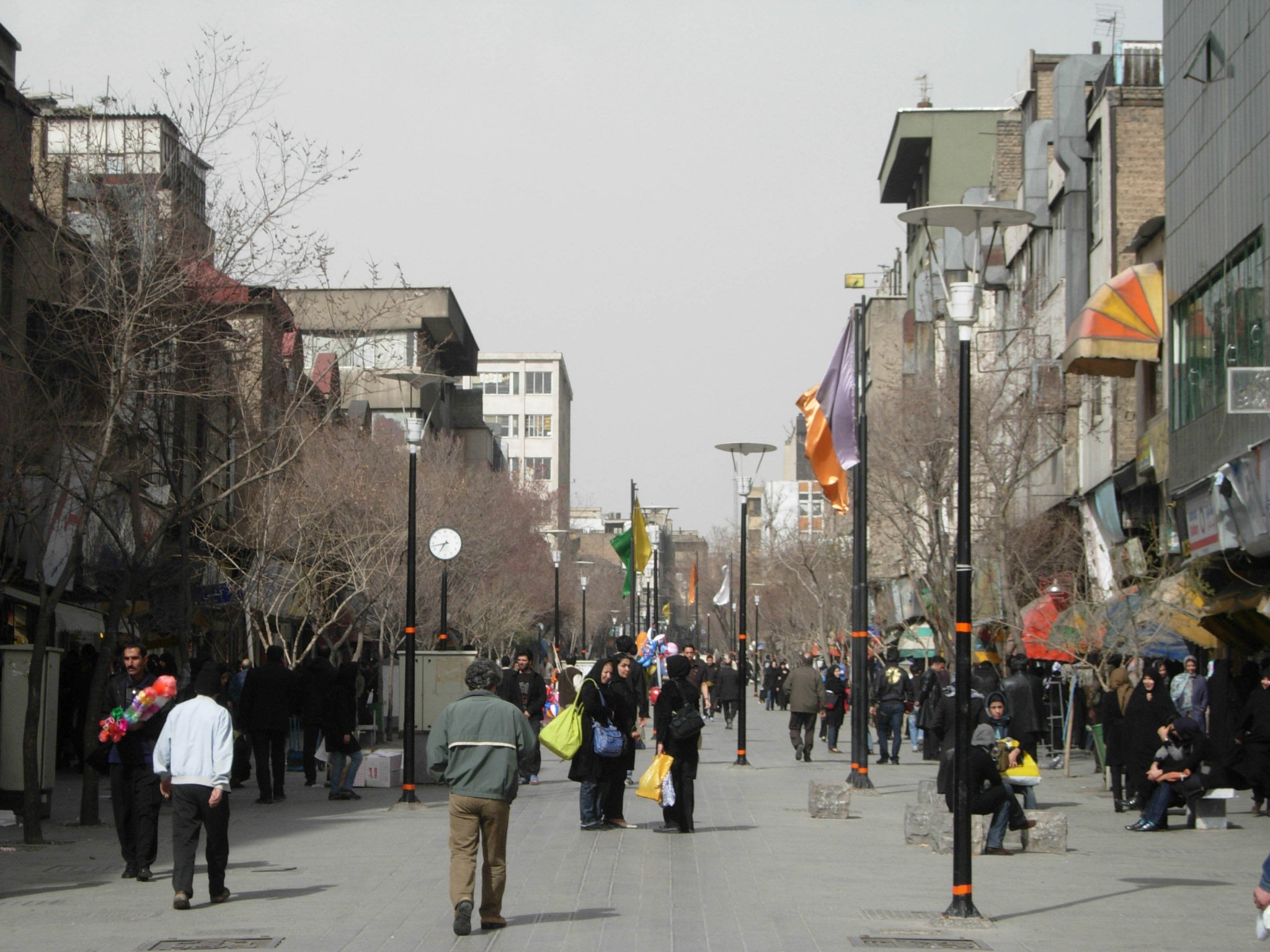
خیابان باغ سپهسالار در تهران

باغ سپهسالار نام یکی از باغ‌های قدیم تهران در زمان قاجاریه و عهد ناصری بوده‌ است که در محدوده میدان بهارستان قرار داشته‌ است و متعلق به میرزا حسین خان سپهسالار قزوینی، صدراعظم ناصرالدین شاه بوده‌ است.
در حال حاضر خیابان باغ‌سپهسالار (خیابان صف) از آن باقی مانده‌ است که مرکز فروش کیف و کفش در تهران است. این خیابان در سال ۱۳۸۵ به پیاده‌راه تبدیل شد.
ایستگاه مترو سعدی در چهارراه مخبرالدوله (تقاطع خیابان سعدی و جمهوری) نزدیکترین راه دسترسی به این خیابان می‌باشد.

## فیلم
فیلمی با عنوان خیابان باغ سپهسالار در محل خیابان باغ سپهسالار ساخته شده است.

## نگارخانه

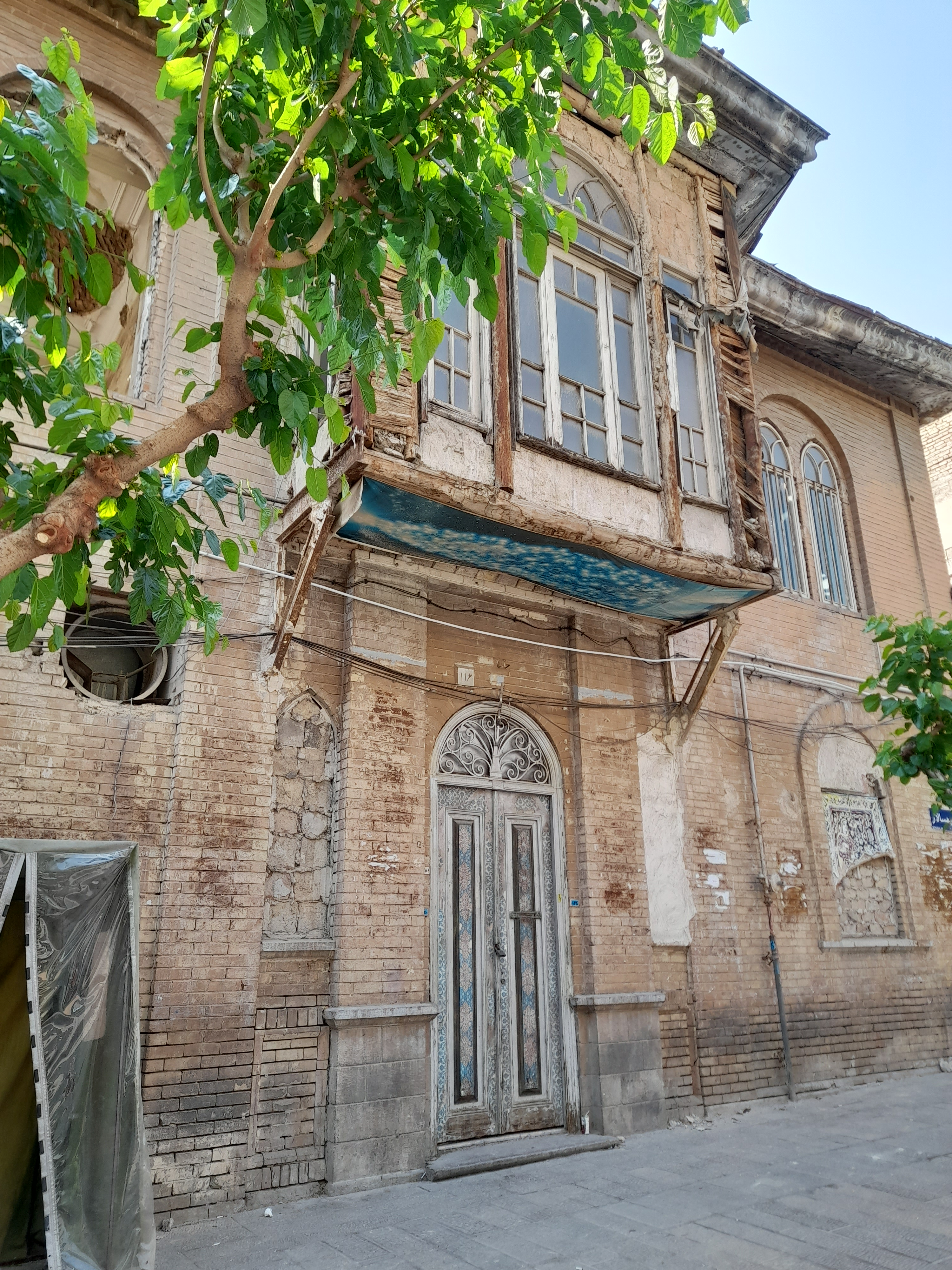
خانه ای قدیمی و زیبا در خیابان صف (باغ سپهسالار)
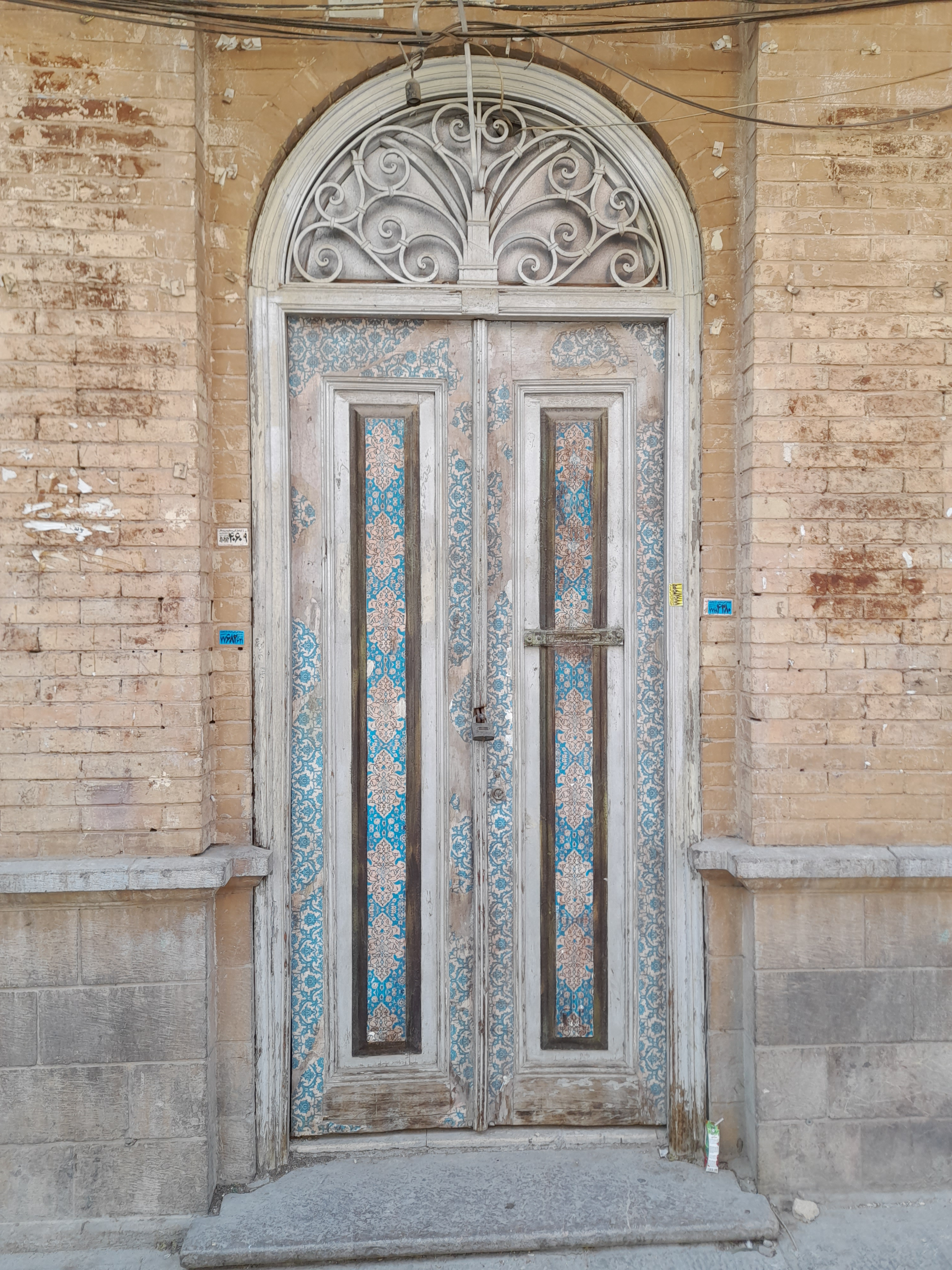
در قدیمی ای با تزئینات زیبا در خیابان باغ سپهسالار
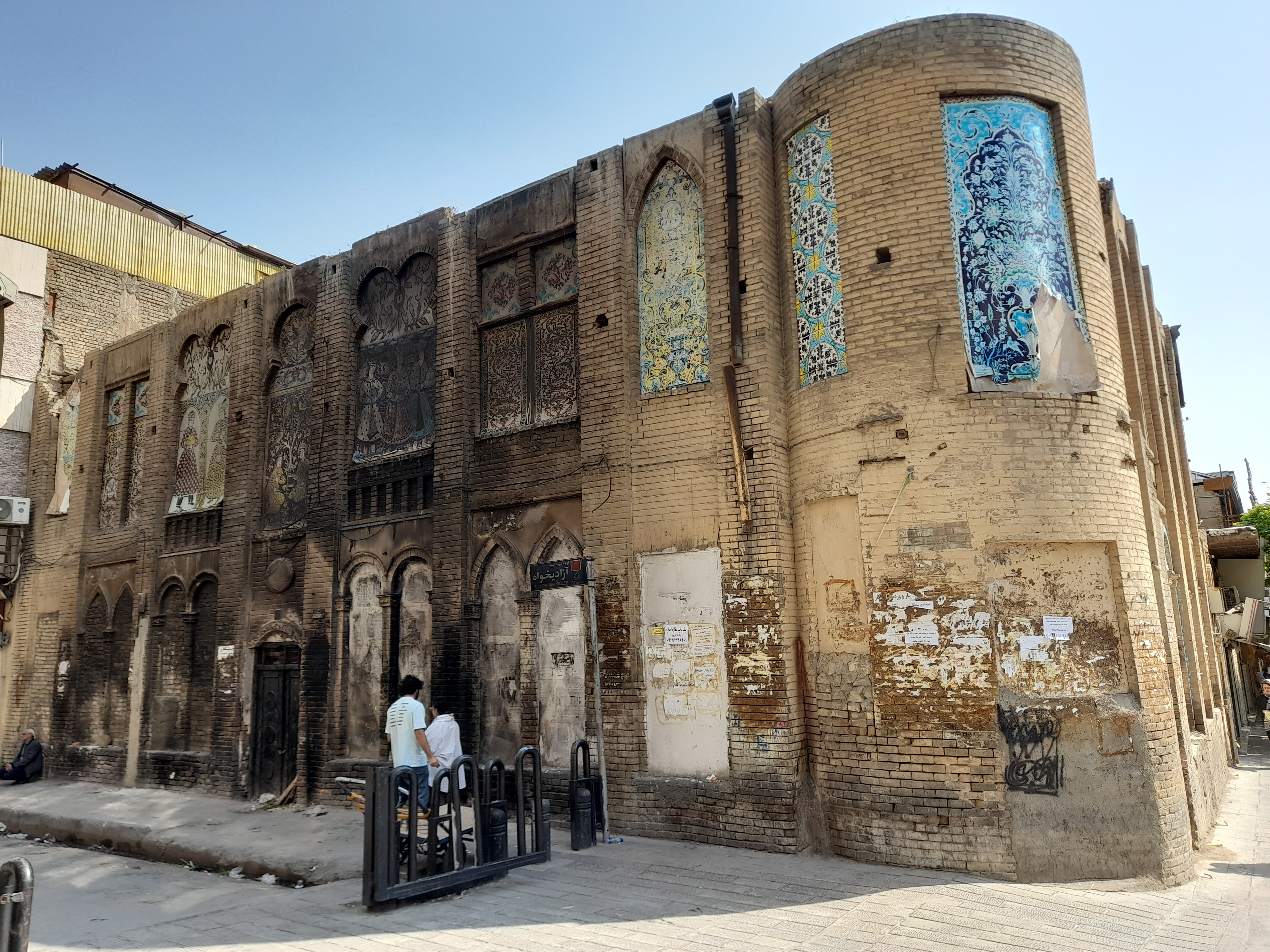
عمارتی قدیمی در خیابان باغ سپهسالار که متأسفانه در آتش سوزی دچار آسیب دیدگی شده است.